# Eini (cràter)
Eini és un cràter d'impacte en el planeta Venus, i de 5,9 km de diàmetre. Porta el nom d'un antropònim finès; i el seu nom va ser aprovat per la Unió Astronòmica Internacional, el 1997.